# Jakob Joseph Matthys
Jakob Joseph Matthys  (také psaný Mathis nebo Mathys; 12. prosince 1802 Oberrickenbach, obec Wolfenschiessen - 9. března 1866 Stans) byl švýcarský polyglot a amatérský jazykovědec. Povoláním byl katolický kněz, asi 15 let působil jako kaplan v Niederrickenbachu a pak asi 20 let jako kaplan v Dallenwilu.
Ovládal minimálně 37 cizích jazyků a vytvořil dnes již zapomenutý umělý jazyk. Svůj vlastní životopis zapsal v roce 1844 ve 35 jazycích a dialektech včetně češtiny.
Matthys se v roce 1862 dozvěděl o projektu Schweizerisches Idiotikon, který tehdy právě začal a věnoval se zpracování dialektů švýcarské němčiny. Navzdory své nemoci pro něj pak vypracoval monumentální slovník dialektu kantonu Nidwalden, své nejvýznamnější dílo. Svazek má 611 hustě psaných stran a doplňuje ho 89 stran gramatiky. Slovník je dodnes jedním z nejdůležitějších zdrojů nidwaldenštiny a i gramatika má vědecko-historický význam.